# Biserica ortodoxă română „Sfinții Constantin și Elena” din Ovcea
Biserica „Sfinții Împărați Constantin și Elena” din Ovcea (în sârbă Црква Светог цара Константина и царице Јелене у Овчи, cu alfabetul latin: Crkva Svetih Konstantina i Jelene u Ovči) este o biserică ortodoxă românească situată în satul Ovcea (alternativ Ofcea) din comuna Palilula a orașului Belgrad (Serbia). A fost construită în perioada interbelică, după proiectului arhitectului Radivoje Predić, în spiritul arhitecturii sârbo-bizantine. Ea aparține canonic Episcopiei Daciei Felix a Bisericii Ortodoxe Române și se află pe lista monumentelor culturale de importanță mare ale Republicii Serbia (ID nr. SK 1957).

## Istoric

### Prima biserică
Comunitatea ortodoxă din Ovcea a fost formată din români transilvăneni care au fost strămutați de autoritățile austriece după înăbușirea Răscoalei lui Horea, Cloșca și Crișan pe malul stâng al Dunării, vizavi de capitala sârbă Belgrad și în apropierea orașului Panciova. Sătenii ovceni au construit prin anii 1790 sau 1791 (după alte surse prin 1809 sau în 1817) o bisericuță din pământ bătut, cu opt ferestre și două uși, care a fost inițial acoperită cu stuf și mai apoi cu șindrilă. Lăcașul de cult era înzestrat cu trei clopote care aveau următoarele greutăți: 320 kg, 120 kg și 40 kg.
Bisericuța, care avea lungimea de 10 stânjeni și lățimea de 4 stânjeni, a fost sfințită în anul 1829 de către protopopul Panciovei, Constantin Arsenovici. Sesia parohială era inițial de 34 de jugăre de pământ, dintre care opt iugăre de livezi, și a fost mărită în anul 1888 la 79 de iugăre. Din cauza apropierii Dunării, aveau loc inundații dese, iar biserica a suferit avarii și a necesitat lucrări frecvente de reparații. După despărțirea bisericilor românești de bisericile sârbești, biserica din Ovcea a fost resfințită la 20 septembrie 1892 de protopopul Tractului Panciova, Trifon Miclea. Parohia Ovcea făcea parte la începutul secolului al XX-lea din Protopopiatul Panciovei al Episcopiei Caransebeșului. După izbucnirea Primului Război Mondial, cele trei clopote ale bisericii au fost confiscate de autorități în 1916 pentru necesitățile armatei austro-ungare.

### Actuala biserică
În decursul timpului bisericuța a devenit neîncăpătoare pentru credincioșii ovceni, care în mai multe rânduri au propus în ședințele comitetului parohial zidirea unei biserici noi. În cele din urmă, Comitetul și Sinodul Parohial au hotărât la 14 iulie 1929 să construiască o nouă biserică, iar la 31 iulie 1929 Consistoriul Diecezan al Episcopiei Caransebeșului a aprobat anunțarea licitației publice pentru construirea unei biserici după proiectul arhitectului Radivoje Predić din Panciova. Licitația publică pentru zidirea bisericii noi a fost organizată la Belgrad la 3 septembrie 1930, în baza aprobării Ministerului Construcțiilor nr. 6437 din 6 august 1930, și s-au prezentat patru antreprenori. Comisia de licitație, alcătuită din ing. Ljubomir Najerlović, Živadin Radosavljević (secretarul Ministerului Justiției), Dan Pascu (președintele Comitetului Parohial) și Traian Crișan (notar comunal) a atribuit această lucrare companiei „Kraus-Katinčić” din Zemun, care a oferit cel mai mic preț: 1.048.738,81 dinari.
Biserica „Sfinții Împărați Constantin și Elena” din Ovcea a fost construită în perioada 1930-1931 după proiectul arhitectului Radivoje Predić, într-un stil sârbo-bizantin, pe locul bisericuței vechi. Lucrările de construcție au fost executate de constructorul Stevan Katičić din Zemun și s-au desfășurat sub supravegherea inginerului Uroš Predić din Panciova.
După demolarea bisericii vechi la 19 octombrie 1930, preotul Damian Popescu a ținut la 29 octombrie 1930 o slujbă de sfințire a locului unde urma să se ridice noul lăcaș de cult. Slujbele religioase au fost ținute în perioada următoare în clădirea școlii primare. Lucrările de construcție s-au derulat conform graficului și au fost încheiate în toamna anului 1931. Biserica nouă din Ovcea a fost sfințită la 3 decembrie 1931 de către preotul Valeriu Perin din Glogoni, fiul al satului, care l-a înlocuit pe protopopul Panciovei, care era bolnav.
Statul român a finanțat până în 1945 atât școala primară românească mixtă, cât și biserica românească din Ovcea, în calitate de obiective culturale ale comunității românești din Serbia. În anul 1989 s-au efectuat lucrări de renovare exterioară și au fost pictați pereții interiori ai bisericii, iar zece ani mai târziu au fost realizate alte lucrări de renovare. În apropierea bisericii se află o casă parohială.
În prezent Biserica „Sfinții Împărați Constantin și Elena” din Ovcea aparține canonic Episcopiei Daciei Felix a Bisericii Ortodoxe Române și este cea mai îndepărtată parohie ortodoxă românească din Voivodina, fiind situată în apropierea Belgradului. În ziua de 30 noiembrie 2010, de sărbătoarea Sfântului Andrei, Ocrotitorul României, episcopul Daniil Stoenescu al Daciei Felix și episcopul Lucian Mic al Caransebeșului au oficiat aici o slujbă de Te-Deum pentru Ziua Națională a României.

## Arhitectura bisericii
Edificiul a fost proiectat ca o bazilică cu trei nave, cu abside laterale dreptunghiulare și o absidă a altarului cu cinci colțuri la exterior și semicirculară în interior. Deasupra părții centrale a naosului se înalță o cupolă zveltă, iar pe fațada de vest se află un pridvor spațios încadrat de două turnuri clopotniță monumentale. Biserica este construită din cărămidă, iar fațadele policrome amintesc de stilul arhitectonic ecleziastic al Școlii Moraviene.
Biserica „Sfinții Împărați Constantin și Elena” din Ovcea are o valoare arhitecturală și urbană și reprezintă un exemplu al renașterii stilului arhitectonic tradițional sârbesc.

## Pictura bisericii
Iconostasul bisericii este construit din cărămidă tencuită și conține patru icoane provenite de la vechea biserică care au fost datate 1837 și atribuite pictorului Konstantin Danil. Icoanele împărătești, cu dimensiunile de 141 × 59,5 cm, sunt pictate în ulei pe pânză și conțin inscripție de danie în limba română, parțial șterse. Icoana Mântuitorului Iisus Hristos a fost donată de preotul Teodor Brădean. Specialiștii au considerat multă vreme că aceste icoane au fost pictate de Konstantin Danil, dar o analiză atentă a poziției figurilor, a formei feței și a culorilor delicate a sugerat că ar fi mai degrabă creația lui Jovan Popović (1810-1864), ucenicul lui Danil. Cele patru icoane provenite de la vechiul iconostas au fost restaurate în 1963 de specialiștii restauratori ai Institutului de Arte din Belgrad.
Pereții bisericii au fost mult timp doar văruiți în alb și au fost zugrăviți în frescă abia în 1989 de pictorul pictorul Boško Kovačev din Uljma. Tot atunci au fost pictate și celelalte icoane de pe iconostas.

## Galerie

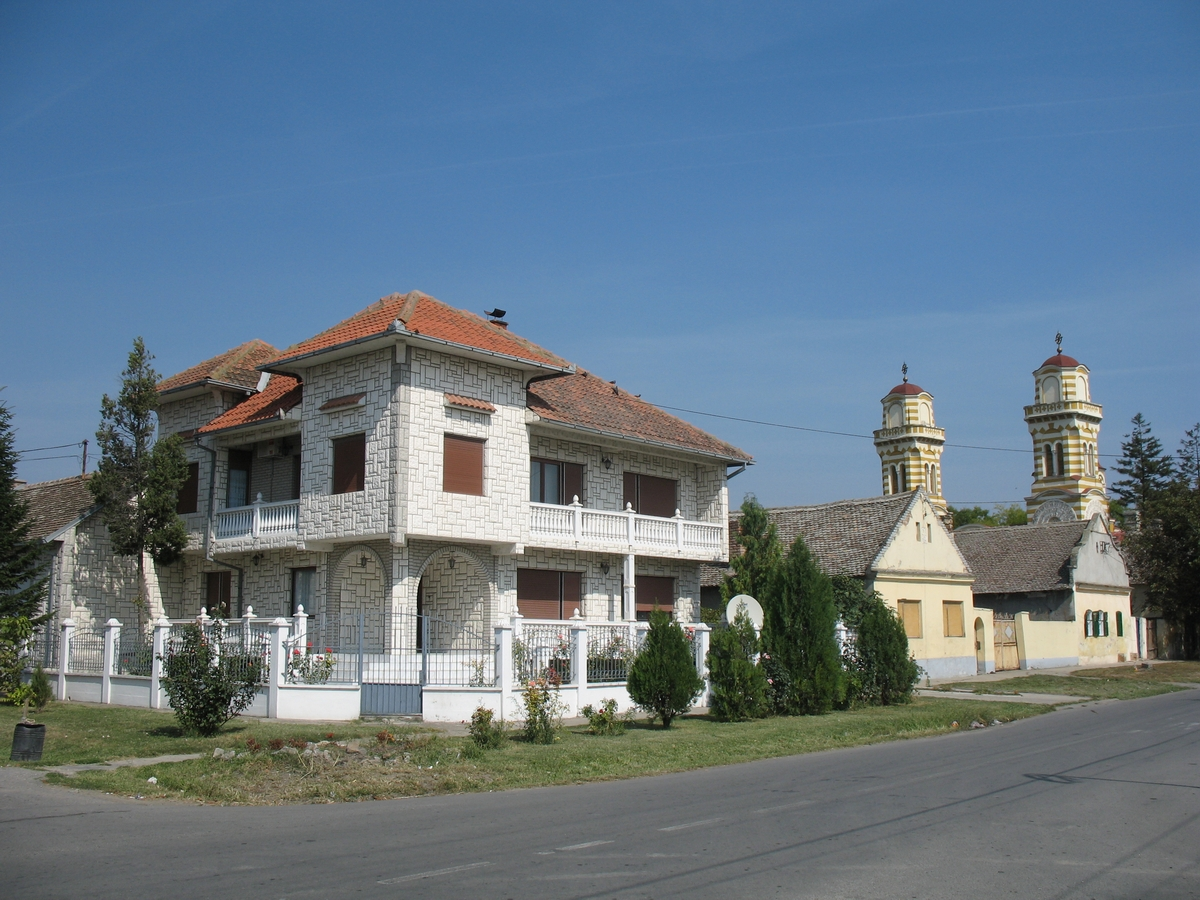
Strada Mihai Eminescu din Ovcea, unde se află biserica
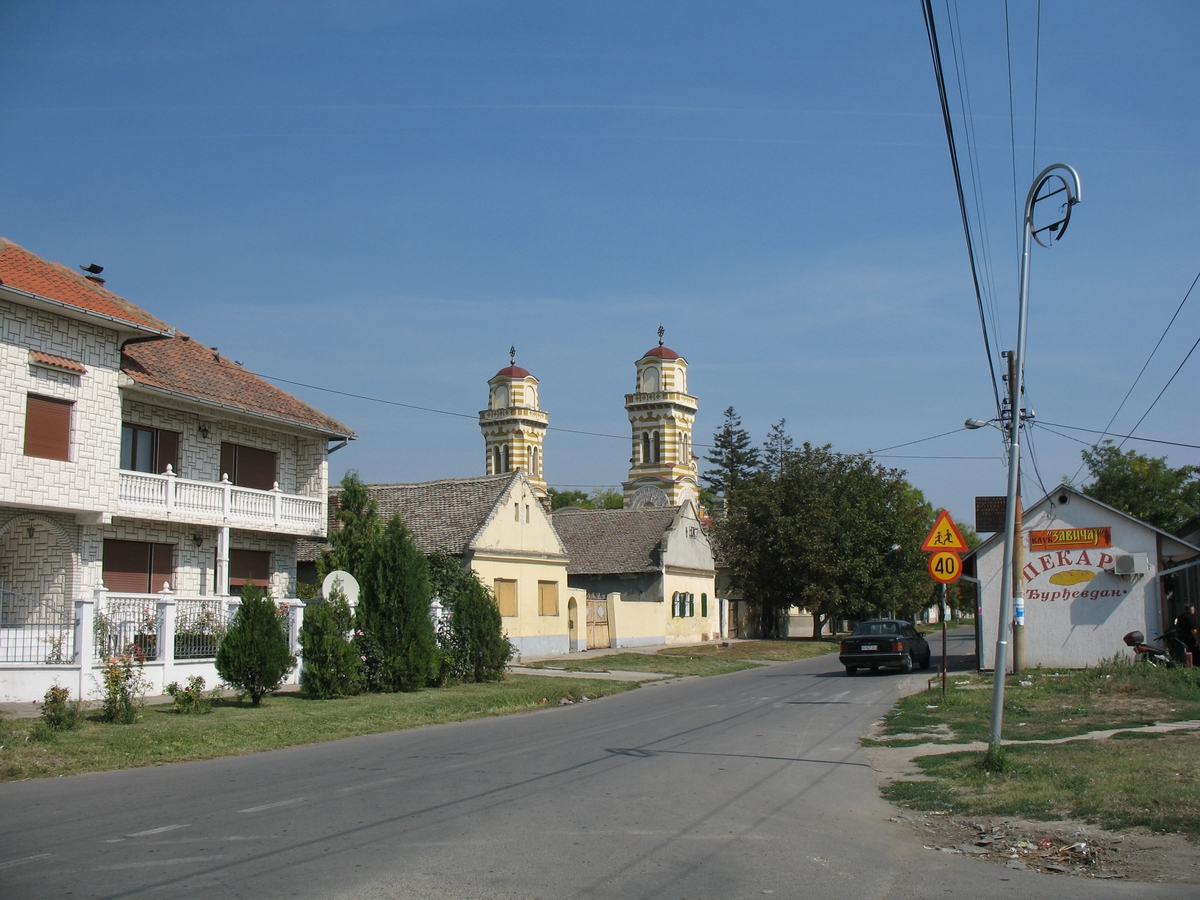
Strada Mihai Eminescu din Ovcea, unde se află biserica
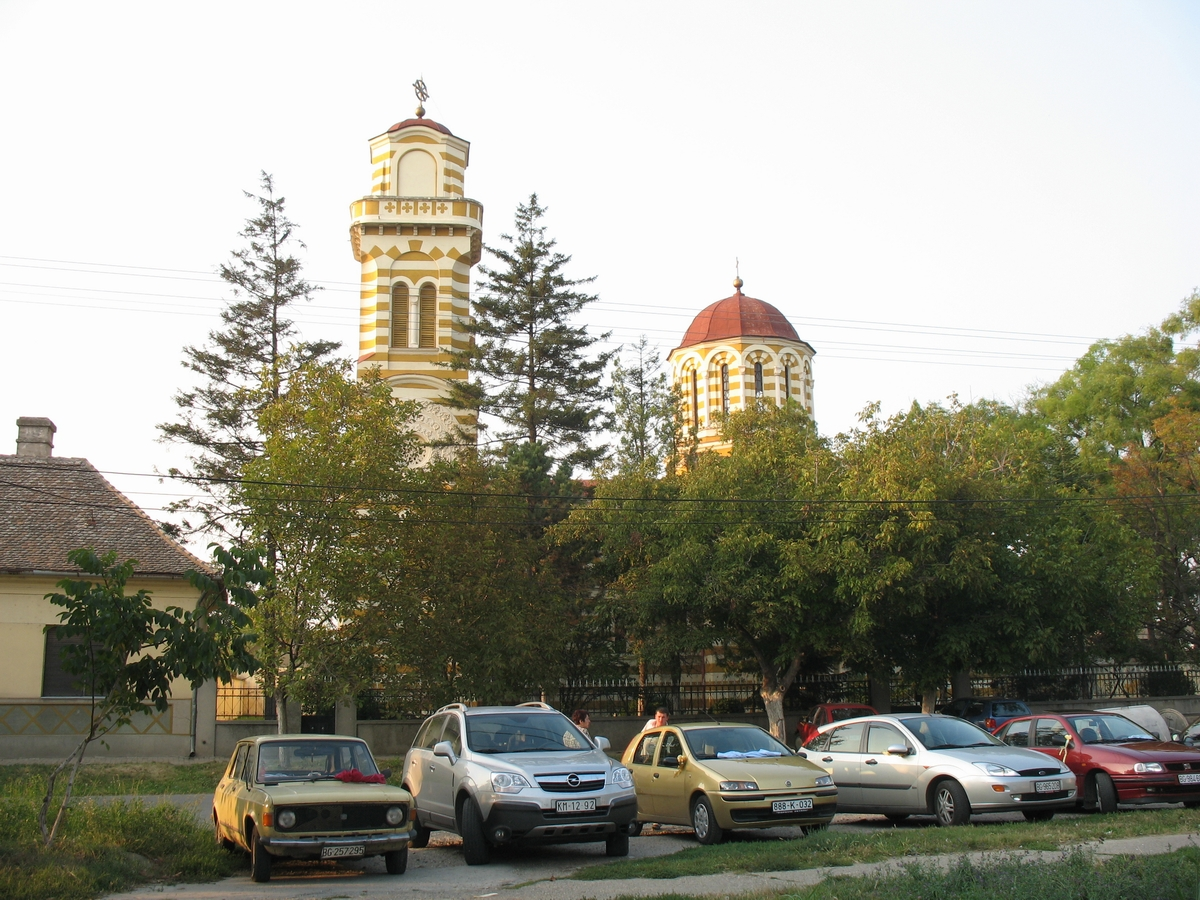
Biserica din Ovcea văzută de pe stradă
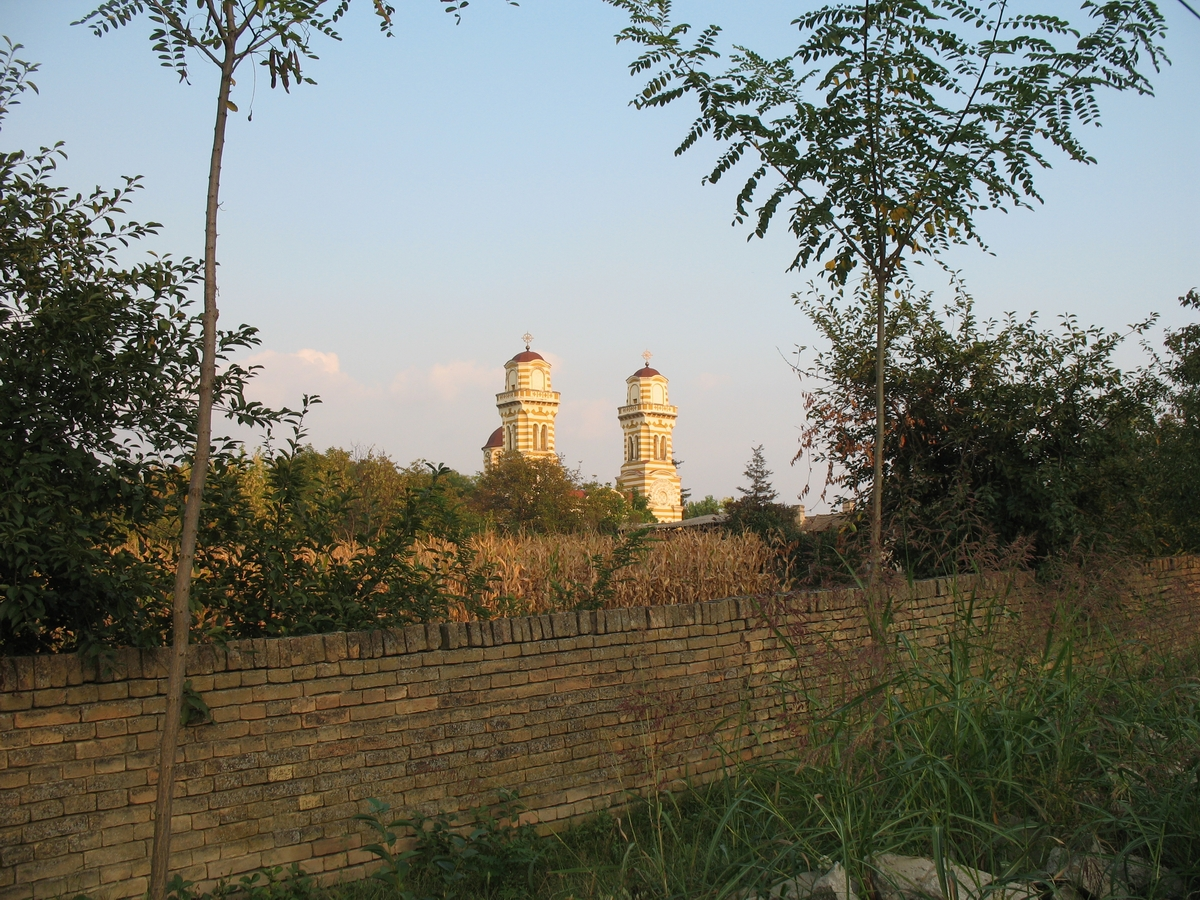
Biserica din Ovcea văzută de pe stradă